# Fredrik
Fredrik är ett mansnamn av germanskt ursprung. Namnet är bildat av fred, ’fred’, och rik, ’härskare, mäktig’ (jämför Erik). Betydelsen är ungefär ’fredsfurste’. Det har burits av kejsare och kungar från Det heliga romerska riket, Tyskland, Österrike, Preussen och Skandinavien.
Fredrik var ett av 1970- och 1980-talens starkaste modenamn i Sverige, men på 1990-talet planade trenden ut. År 1989 låg Fredrik på tredje plats men ramlade 1994 ut från tio-i-topp-listan. Den 31 december 2008 fanns totalt 94 542 män i Sverige med namnet Fredrik, varav 52 023 hade det som tilltalsnamn. År 2003 fick 918 pojkar namnet, varav 162 fick det som tilltalsnamn/förstanamn.
Namnsdag: 18 juli. Namnet kom in i almanackan 1702 på detta datum. Detta till minne av en biskop i Utrecht som helgonförklarades efter sin död 838. Namnet fanns ursprungligen dock redan i almanackan på 1600-talet, på den 14 november. Äldsta kända fallet av namnet i Sverige är ifrån 1311. Kortformen Fred hade namnsdag samma dag mellan 1986 och 2000. Andra svenska varianter är Freddan, Freddy, Fredde och Fredric. I den finlandssvenska namnsdagslängden har Fredrik namnsdag 18 juli sedan starten 1929, då en egen namnsdagskalender togs i bruk för finlandssvenskar. Från 1995 finns också parallellformen Fred i den finlandssvenska namnsdagskalendern.
Dansk version är Frederik, tysk Friedrich, engelsk Frederick, fransk Frédéric, spansk Federico.

## Kungliga med namnet Fredrik
- Fredrik I, dansk och norsk kung
- Fredrik II, dansk och norsk kung
- Fredrik III, dansk och norsk kung
- Fredrik IV, dansk och norsk kung
- Fredrik V, dansk och norsk kung
- Fredrik VI, dansk och norsk kung
- Fredrik VII, dansk och norsk kung
- Fredrik VIII, dansk kung
- Frederik IX, dansk kung
- Frederik X, dansk kung

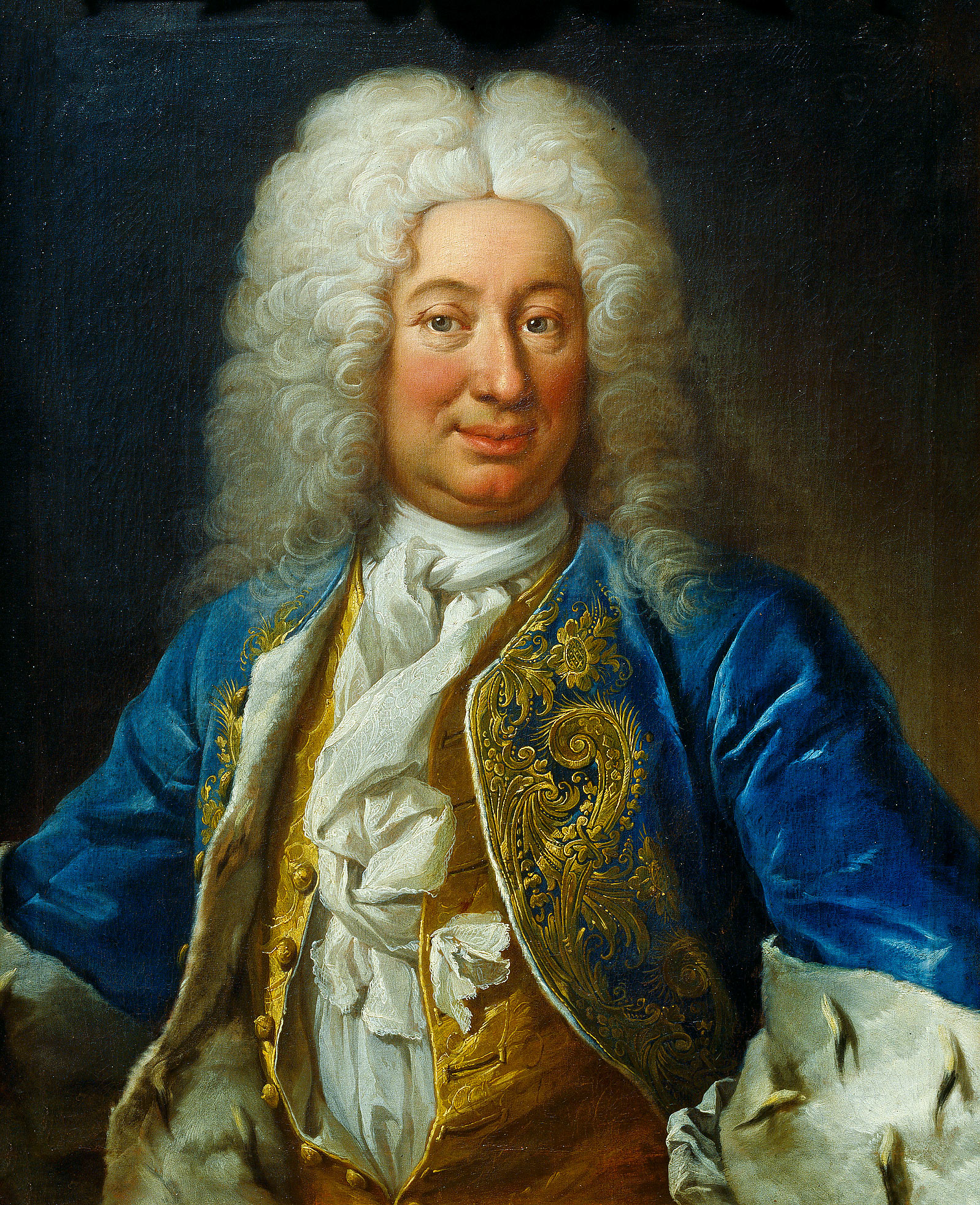
Kung Fredrik av Sverige (1676-1751)

- Fredrik, engelsk kronprins av Wales
- Fredrik I, svensk kung 1720, född tysk furste (Hessen-Kassel) av ätten Huset Brabant
- Adolf Fredrik, svensk kung 1751, född tysk furste (Holstein-Gottorp) av ätten Oldenburg
- Fredrik, svensk prins (1685-1685), son till kung Karl XI
- Fredrik Adolf, svensk prins 1750, son till kung Adolf Fredrik
- Fredrik II, preussisk kung kallad Fredrik den store
- Fredrik I, tysk-romersk kejsare kallad Fredrik Barbarossa (Rödskägg)

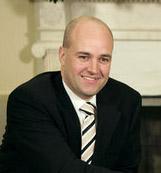
Fredrik Reinfeldt, svensk statsminister 2006-2014

- Fredrik III, tysk kejsare
- Fredrik Vilhelm II av Preussen

## Andra kända personer med namnet Fredrik
- Fredrik Andersson i Saleby, 1800-talspolitiker
- Fredrik Andersson (1842–1906), politiker
- Fredrik Andersson (född 1980), bordtennisspelare, paralympisk medaljör
- Fredrik Andersson (född 1988), fotbollsspelare
- Fredrik Anderson (1891–1977), filmare
- Fredrik Andersson (född 1978), komiker
- Fredrik Andersson (född 1968), ishockeyspelare
- Fredrik Andersson (född 1998), längdskidåkare
- Fredrik Andersson Hed (1972–2021), golfspelare
- Fredric Andersson (född 1988), ishockeyspelare
- Fredrik Andersson (låtskrivare) (född 1973), låtskrivare och musikproducent
- Fredrik Belfrage
- Fredrik Berg, professor i oftalmiatrik, universitetsrektor
- Fredrik Berling
- Fredrik Boklund
- Fredrik Böök, litteraturhistoriker, ledamot av Svenska Akademien
- Fredrik Eklöv Cattani, författare och trollkarl
- Carl Fredrik Dahlgren, präst, skald
- Fredrik August Dahlgren, författare, ledamot av Svenska Akademien
- Fredrik Dolk
- Fredrik Eklund, fastighetsmäklare bosatt i New York
- Fredrik Eriksson, kock och krögare
- Fredrik Eriksson, hockeyspelare i Nürnberg Ice Tigers
- Fredrik Eriksson, hockeymålvakt i HC Vita Hästen
- Fredrik Eriksson, sverigedemokratisk riksdagsledamot
- Fredrik Gertten
- Carl Fredrik Graf
- Göran Fredrik Göransson
- Fred Hansen (eg. Frederick Hansen)
- Carl Fredrik Hill, konstnär
- Fredrik Hiller
- Fredrik Kempe
- Fredrik Kessiakoff, cyklist
- Fredrik Larsson (basist)
- Fredrik Larsson (handbollsspelare)
- Fredrik Larsson (racerförare)
- Fredrik Larsson (bandyspelare)
- Fredrik Larsson (fotbollsspelare), allsvensk fotbollsspelare i Helsingborgs IF
- Fredrik Lilljekvist
- Adolf Fredrik Lindblad, tonsättare
- Fredrik Lindström
- Fredrik Lindström (skidskytt)
- Fredrik Ljungberg
- Fredrik Ljungkvist
- Fredrik Lundberg (1825–1882), svensk veterinär
- Fredrik Lundberg (född 1951), svensk finansman
- Fredrik Lundberg (född 1970), svensk journalist
- Fredrik Lööf
- Carl Fredrik Mennander, ärkebiskop
- Fredrik Modéus
- Fredrik Modin
- Adolf Fredrik Munck
- Fredrik Nyberg
- Fredrik Ohlsson
- Fredrik Olausson
- Fredrik von Otter
- Carl Fredrik Pechlin
- Fredrik Pettersson (politiker), landshövding
- Fredrik Ramel, diplomat
- Fredrik Reinfeldt, politiker (moderat), Sveriges statsminister 2006–2014.
- Carl Fredrik Reuterswärd, konstnär, författare, poet
- Carl Fredrik Ridderstad, tidningsredaktör, författare, riksdagsman
- Fredrik Sahlin, filmkritiker
- Carl Fredrik Scheffer
- Fredrik Wilhelm Scholander, arkitekt
- Fredrik Sixten, tonsättare, domkyrkoorganist
- Fredrik Sjöberg (fotograf) (född 1974)
- Fredrik Sjöberg (författare) (född 1958), författare, översättare, biolog
- Fredrik Sjöberg (musiker) (1824–1885)
- Fredrik Sjöberg (konstnär) (1877–1948)
- Fredrik Sjöberg (präst) (1884–1941)
- Fredrik Stenbock
- Fredrik Sterky, LO:s förste ordförande
- Fredrik Stillman
- Fredrik Strage
- Fredrik Ström, kommunistisk politiker, författare
- Fredrik Strömberg
- Fredrik Sundbärg, arkitekt
- Fredrik Swahn
- Fredrik von Sydow, juridikstudent
- Fredrik von Sydow, politiker
- Fredrik Thesleff
- Fredrik Thordendal
- Fredrik Vilhelm Thorsson, politiker (S), statsråd
- Fredrik Wachtmeister
- Fredrik Wikingsson
- Carl Fredrik af Wingård, biskop, ärkebiskop, ledamot av Svenska Akademien
- Fredrik Virtanen

Med namnformen Freddie
- Freddie Spencer

### Fiktiva figurer med namnet Fredrik
- Fredrik Ljung, Bert-serien, Berts pappa
- Freddy Krueger
- Fred Flintstone
- Fredrik Åkare, ur "Balladen om herr Fredrik Åkare och den söta fröken Cecilia Lind"
- Freddy Fazbear, ur skräckspelet Five Nights at Freddy's.
- Fredrik Segemyhr. Fiktiv person i C/o Segemyhr.

## Med namnformen Frederick
- Frederick Ashton, brittisk balettdansare och koreograf
- Fred Astaire, född Frederick Austerlitz, dansare, sångare och skådespelare
- Frederick Matthias Alexander, skådespelare född i Australien som utvecklade Alexandertekniken
- Frederick G. Banting
- Frederick Converse, amerikansk kompositör
- Frederick Delius
- Frederick Douglass, slaverimotståndare
- Frederick Forsyth
- Frederick Handley Page
- Frederick Marryat
- Fred Perry
- Frederick Sanger
- Frederick Soddy
- Fred Stolle
- George Frederick Watts
- Frederick Winslow Taylor, skapare av taylorismen
- Charles Frederick Worth
- William Frederick Cody alias Buffalo Bill

## Med namnformen Frederik
- Frederik Magle, dansk tonsättare

## Med namnformen Friedrich
- Friedrich Bergius
- Friedrich Ebert
- Friedrich Engels
- Friedrich Fromm
- Georg Friedrich Händel
- Friedrich Hölderlin
- Friedrich Nietzsche
- Friedrich Paulus
- Friedrich Schelling
- Friedrich Schiller
- Friedrich Schleiermacher

## Med namnformen Frédéric
- Frédéric Bastiat
- Frédéric Chopin
- Frédéric Cuvier
- Frédéric Joliot-Curie
- Frédéric Kanouté

## Med namnformen Federico
- Federico Fellini
- Federico García Lorca